# Мистър Икономика
„Мистър Икономика“ е конкурс за постижения в областта на икономиката на сп. „Икономика“. Конкурсът се провежда от 1990 г., а след кратко прекъсване, отново е възобновен през 2011 г. През годините наградата е била отсъждана както на изявени мениджъри и водещи икономисти, така и на политици.
Традиционно се присъждат награди в три основни категории: за цялостен принос в развитието на националната икономика, за принос в развитето на българската индустрия, както и за принос в развитието на небанковия финансов сектор. Призьорите се избират от експертно жури, състоящо се от специалисти в областта на бизнеса и науката. Членовете на журито попълват анкетни карти, в които са вписани предварително публично оповестените номинации в конкурса. 
Наградените получават златна статуетка „Рибарят и златната рибка“, изработена от Ставри Калинов.

## Наградени през 2012 г.

### Награда „Мистър/Мисис Икономика“[5]
- Награда „Мистър Икономика“ – Николай Вълканов [6], председател на Управителния съвет на „Минстрой Холдинг“;
- Награда „Мисис Икономика“ – Елза Маркова, изпълнителен директор на „Белла България“;

### Награди по категории[7]
- За принос в развитието на индустрията – Никола Треан, изпълнителен директор на „Аурубис България“;
- За принос в развитието на аграрния сектор – Иван Ангелов, управител на „Градус";
- За принос в развитието на малкия и среден бизнес – Асен Ягодин, председател на Управителния съвет и Главен изпълнителен директор на Българска банка за развитие;
- За принос в развитието на туризма – Ветко Арабаджиев, „Виктория Груп“;
- За принос в развитието на банковия сектор – Петя Димитрова, изпълнителен директор на Пощенска банка;
- За принос в развитието на небанковия финансов сектор – Даниела Петкова, изпълнителен директор на ПОК „Доверие“;
- За принос в развитието на информационните и комуникационните технологии – Огнян Траянов, изпълнителен директор на „ТехноЛогика";

### Специални награди на журито[8]
- За „Финансово отговорна компания“ – Стоян Цветанов, изпълнителен директор на „Топлофикация“ София;
- За „Специален партньор на бизнеса“ – Турските Авиолинии (Turkish Airlines Inc);
- За подобряването на бизнес средата в региона и отварянето на нови работни места -кметът на Стара Загора Живко Тодоров;

## Наградени през 2011 г.

### Награда „Мистър Икономика“
- Награда „Мистър Икономика“ за принос в развитието на българската икономика – Цветан Василев [9][10] председател на Надзорния съвет на Корпоративна търговска банка;

### Награди по категории
- За принос в развитието на земеделието и храните – Милена Драгийска и Любомир Хърсев, „Лидл“;[11]
- За принос в развитието на търговията и услугите – Данчо Данчев, изпълнителен директор на ЗАД Виктория;[12]
- За принос в развитието на индустрията – Кирил Домусчиев, председател на Надзорния съвет на „Биовет“ АД и изпълнителен директор на „Хювефарма“ АД;[13]
- За принос в развитието на финансовия сектор – Стоян Мавродиев, председател на Комисията за финансов надзор;[14]

### Специална награда на журито
- Награда за лидер в бизнес управлението – Виолина Маринова, главен изпълнителен директор на Банка ДСК; [15]

## Наградени преди 2011 г.
- Награда „Мистър Икономика“ 2008 за цялостен принос в развитието на българската икономика – Инж. Ваньо Алексиев, управител на „Биомет“;[16]
- Награда „Мистър Икономика“ 2007 за цялостен принос в развитието на българската икономика – Българска фондова борса;[17]
- Награда „Мистър Икономика“ 2006 за цялостен принос в развитието на българската икономика – колективна номинация на Министерски съвет; [18]
- Награда „Мистър Икономика“ 2005 за цялостен принос в развитието на българската икономика – Деян Кавръков, управител на Tides Capital and Management (TCM);[19]
- Награда „Мистър Икономика“ 2004 за цялостен принос в развитието на българската икономика – Валентин Златев, генерален директор на „ЛУКОЙЛ-България“;[20]
- Награда „Мистър Икономика“ 2003 за цялостен принос в развитието на българската икономика – Милен Велчев; [21];